# Caherconnell

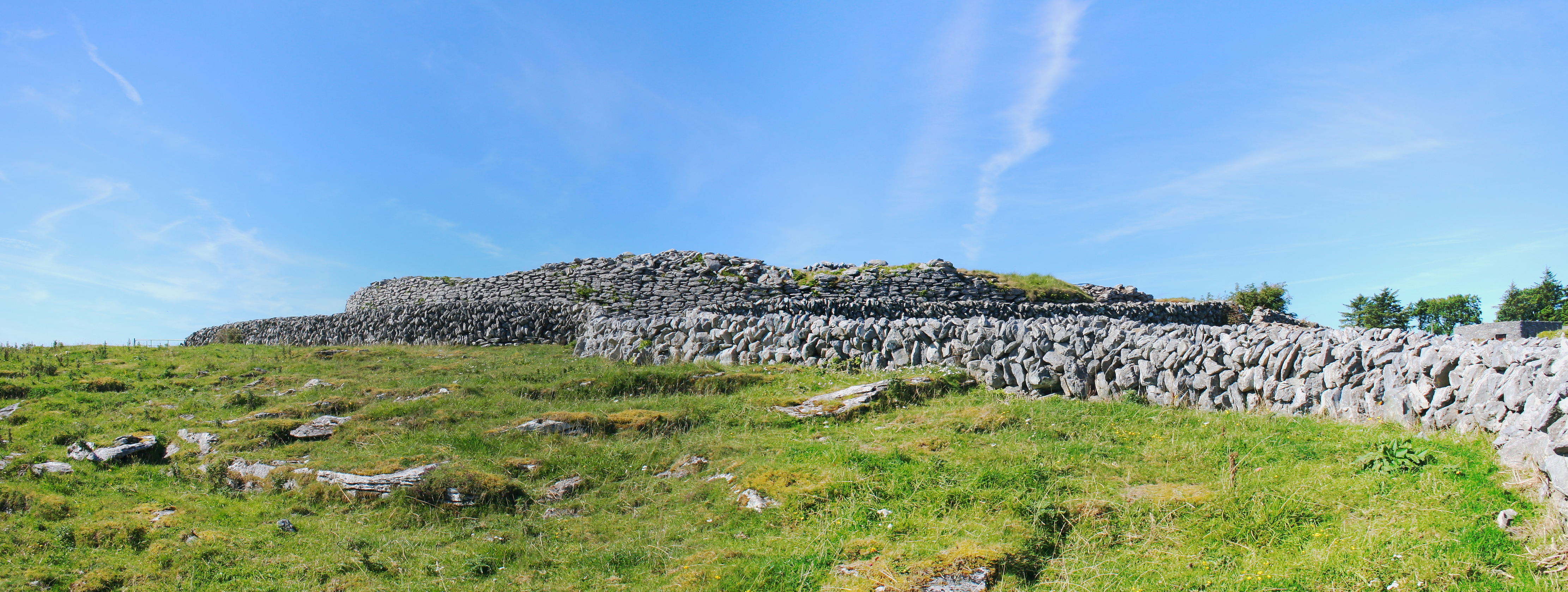
Caherconnell – im Vordergrund eine wegbegleitende Mauer

Caherconnell (irisch Cathair Chonaill) ist ein großes Steinfort im Burren im County Clare in Irland. Die Anlagen Cahergall, Leacanabuaile, Caherdaniel Fort, Cathair an Lóthair und das Staigue Fort (alle im County Kerry), Caherdooneerish im County Clare, Dun Aengus und Dún Chonchúir auf den Aran-Inseln im County Galway und der Grianán von Aileach im County Donegal gehören zu den wenigen Anlagen im Westen Irlands, die der Bauweise von Caherconnell entsprechen. Caher ist die anglisierte Form der irischen Wortes „cathair“ (was in einigen Regionen der Insel Dun bzw. Steinfort bedeutet), aber keine fortifikatorische Nutzung erzwingt.
Das große nahezu runde Fort hat 140–145 m Außendurchmesser. Seine Mauer ist 12 m dick und 6 bis 14 m hoch. Das Mauerwerk besteht aus großen Blöcken. Caherconnell war in seiner Blütezeit eine gewaltige Anlage, wobei die Frage der Datierung durch das Fehlen archäologischer Ausgrabungen problematisch ist. Es kann etwa 500 n. Chr. erbaut worden sein, und es gibt Hinweise darauf, dass es noch im 15. Jahrhundert besetzt war. Das jetzige Interieur gehört zur letzten Phase.
1. Der Zugang
Obwohl eine breite Lücke in der Mauer besteht, war der ursprüngliche Zugang vermutlich ein schmaler überdachter Gang. Zu Beginn des 20. Jahrhunderts fand man am Zugang bearbeitete Blöcke, was darauf hindeutet, dass es im Spätmittelalter, wie andere Forts im Burren (Cahermacnaughten und Cahermore) renoviert wurde.
2. Das Hausfundament
Eine Reihe von Platten bildet die Linie für ein großes rechteckige Haus, möglicherweise das Haupthaus. Es bestand wahrscheinlich aus einem Raum mit einer zentralen Feuerstelle.
3. Interne Trennwand
Eine zerstörte Trockenmauer verläuft durch das Innere und gliedert es vermutlich funktional in zwei Teile.
4. Fundamente
Während Aufräumarbeiten wurden 2002 zwei benachbarte Fundamente aufgedeckt. Sie stellen die Umrisse zweier Gebäuden dar. Vielleicht waren es Gebäude für Nutztiere, Werkzeug oder Lebensmittel. Ringforts wurden vielleicht durch Großfamilien (irisch: derbhfine) mit mehreren Generationen bewohnt, vielleicht mehr als 25 Personen. Es gab in der Regel mehr als ein Gebäude in einem Ringwall.
5. Tiergehege
Archäologische Ausgrabungen und frühe Rechtstexte verweisen darauf, dass zeitweilig innerhalb des Ringforts Vieh gehalten wurde, vielleicht während der Kalbung und Lammzeit. Eine kleine Koppel könnte für Vieh bestimmt gewesen sein.
6. Die Ringmauer
Die Mauer brauchte eine regelmäßige Wartung. Solche Arbeiten dürften durch Familien ausgeführt worden sein, die mit den Nutzern von Caherconnell verbunden waren.
7. Strukturen außerhalb des Forts
Ein nur 100–200 Jahre alter „Kid Cro“ (aus Stein erbauter Unterschlupf für Lämmer) liegt an der Außenseite der Mauer. Er erinnert daran, dass wahrscheinlich neben vielen Forts Nebengebäude standen. Ob dies allerdings mit der originären Nutzung im Frühmittelalter in Einklang steht, ist fraglich.

## Neue Funde

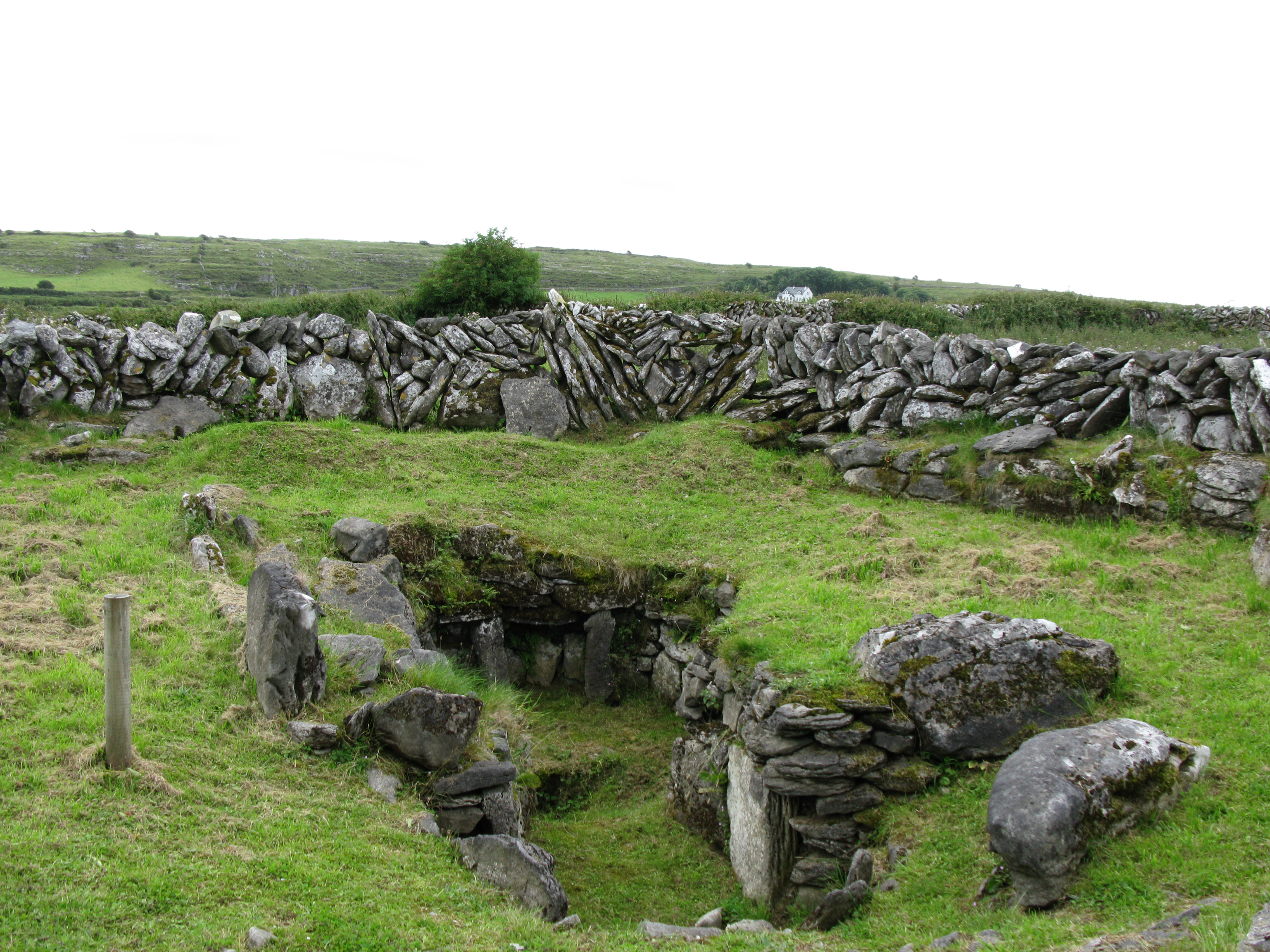
Mutmaßlicher Erdfall im Caherconnel

2008 wurde eine prähistorische Kammer beim Caherconnell Fort gefunden, die in der Archäologie der Britischen Inseln bisher einzigartig ist. In der Kammer wurde das nicht im anatomischen Verband befindliche Skelett einer 15 bis 25 Jahre alten Frau entdeckt. Die Radiokarbondatierung hat gezeigt, dass der Körper mit dem Bau der Anlage im 15. Jahrhundert in die Kammer gelangte. Diese Deponierung ist aus zwei Gründen ungewöhnlich:
1. Die Deponierung von nicht im anatomischen Verband befindlichen Knochen wurde viel früher in den um 3700 v. Chr. errichteten Dolmen praktiziert.
2. Als Deponierung des 15. Jahrhunderts sollte es sich um eine Bestattung nach christlicher Tradition handeln. Warum dies nicht der Fall ist, wird Diskussionsthema archäologischer Konferenzen und der weiteren Forschung sein.

Frühmittelalterlichen Siedlungen wie Caherconnell zeigen oft Verbindungen mit prähistorischen Kultplätzen. Es ist jedoch ungewöhnlich, menschliche Überreste in dieser Weise zu einem so späten Zeitpunkt zu finden. Die sonstigen Artefakte aus der Kammer bestehen aus einer prähistorischen Keramikscherbe (um 3700 v. Chr. datiert) und Bruchstücken von drei steinernen Axtköpfen. Die Oberflächenfunde innerhalb der Vertiefung bestanden aus der eisernen Klinge eines mittelalterlichen Messers und dreier Silbermünzen, die wie folgt datiert wurden:
- 1 × Edward III. Silber halben Penny Durham AD 1344–1351
- 1 × Edward III. Silbergroschen Canterbury AD 1327–1335
- 1 × Elizabeth I. Silbersixpencestück AD 1582/3

Caherconnell liegt etwa einen Kilometer südlich des Poulnabrone-Dolmen und kann kostenpflichtig besichtigt werden.
Ringforts sind die häufigsten Denkmäler der irischen Landschaft und unter einer Vielzahl von Namen bekannt, darunter Fort, Rath, Dún, Lios, Cashel und Caher. Sie variieren in der Regel zwischen 25 und 50 Meter Durchmesser und wurden hauptsächlich während der frühchristlichen Periode (00–1100 n. Chr.) errichtet. Es gibt derzeit 224 echte Ringforts im County Clare.